# Błędno (województwo zachodniopomorskie)
Błędno (niem. Johannesthal) – osada w Polsce położona w województwie zachodniopomorskim, w powiecie drawskim, w gminie Złocieniec.
W latach 1975–1998 miejscowość administracyjnie należała do województwa koszalińskiego. Miejscowość wchodzi w skład sołectwa Lubieszewo.

## Geografia
Osada leży ok. 3 km na północny zachód od Lubieszewa, nad północnym brzegiem jeziora Lubie.